# 黄泥河 (穆棱河)
黄泥河，位于中华人民共和国黑龙江省鸡西市鸡东县南部的一条河流，是穆棱河右岸支流，发源于鸡东县东南红叶山杨木林沟，向西经平阳镇牛心山村，于前卫村流入八楞山水库，出库后转东北流，经平阳水库、新发村、平阳镇驻地、鸡林朝鲜族乡东光村、下亮子乡亮鲜村、东海镇东升村等地，于明德朝鲜族乡北河村以西汇入穆棱河。河流全长84千米，流域面积1873平方千米，年均径流量2.34亿立方米。黄泥河下游河道弯曲，属游荡型河道，多汊道和牛轭湖。